# John Hunter (amiral)
Pour les articles homonymes, voir John Hunter.
Le vice-amiral John Hunter, né le 29 août 1737 et mort le 13 mars 1821, est un officier de marine et administrateur colonial britannique qui a succédé à Arthur Phillip comme deuxième gouverneur de Nouvelle-Galles du Sud, en Australie de 1795 à 1800.

## Biographie
Hunter nait à Leith, en Écosse en 1737. Son père, William Hunter, est capitaine de la marine marchande. Sa mère, une fille de J. Drummond. Jeune garçon, il est envoyé vivre avec un oncle à Lynn et à Édimbourg où il reçoit l'éducation classique de son époque. Il entre à l'université d'Édimbourg, mais bientôt il la quitte pour s'engager dans la Royal Navy. En 1755, il devient aspirant et, après avoir servi sur différents navires, il réussit l'examen d'officier et est nommé sous-lieutenant en 1760. Il n'est cependant pas nommé lieutenant avant 1780. Lors de la préparation de la flotte chargée d'emmener le premier convoi de prisonniers en Nouvelle-Galles du Sud, il est nommé commandant en second du Sirius. Le capitaine du navire, Arthur Phillip, est le commandant désigné de la nouvelle colonie. Hunter portait une procuration qui le désignait comme successeur de Phillip si ce dernier trouvait la mort. Comme la plupart des officiers de cette flotte, il avait combattu dans la guerre d'indépendance des États-Unis (1775 à 1783).
Il dirige, au début de 1788, une expédition sur la rivière Parramatta. Cette expédition explore et mène des sondages jusque dans les régions d'Iron Cove, Five Dock Bay et Hen et Chicken Bay. L'expédition doit son importance au fait qu'elle a marqué le premier contact entre les Britanniques et les autochtones propriétaires de la région, le clan Wangal, le 5 février 1788. Dans son journal, William Bradley affirme que ce contact a eu lieu alors que Hunter était en train de prendre son petit-déjeuner et on retrouve le souvenir de ce fait dans le nom actuel de l'endroit, Breakfast Point (le lieu du petit-déjeuner).
Hunter retourne en Angleterre en 1792, après la perte du Sirius, et prépare la publication de son An Historical Journal of the Transactions at Port Jackson and Norfolk Island (Revue historique des transactions à Port Jackson et dans l'île Norfolk), paru au début de 1793. Une édition abrégée parait plus tard la même année. Dans la première édition de ce travail se trouve la première référence à la possibilité de l'existence d'un détroit entre le continent et la Tasmanie. Page 126, Hunter écrit : « Tout porte à croire, qu'il existe, dans cette région, soit un golfe très profond soit un détroit, qui doit séparer la Van Diemen's Land (Tasmanie) de la Nouvelle-Hollande (continent australien) ». Pendant cette période, Hunter prend part à la guerre contre la France. Avec la démission du gouverneur de Nouvelle-Galles du Sud, Arthur Phillip, en juillet 1793, Hunter postule pour le poste en octobre et est nommé gouverneur en janvier 1794. À la suite de divers retards ce n'est qu'en février 1795 qu'il peut prendre la mer. Il arriva à Sydney le 7 septembre 1795 sur le Reliance.
Pour Hunter, les difficultés vont commencer bien vite. Dès que Phillip a quitté la colonie, les militaires en avaient pris le contrôle complet et, pendant la période transitoire de gouvernement par le lieutenant-gouverneur Francis Grose, les condamnés sont exploités sans pitié. Un important trafic de boissons alcoolisées s'est développé et rapporte de gros bénéfices aux organisateurs. Les officiers avaient obtenu le contrôle des tribunaux et la gestion des terres, des magasins et du travail des condamnés. Hunter se rend compte que ces pouvoirs doivent être rendus à l'administration civile, mais c'est une tâche très difficile. Et avec John Macarthur, il a un adversaire difficile qui entrave toutes les décisions qui peuvent gêner. Finalement, Hunter se retrouve pratiquement sans défense. Un homme plus énergique aurait certainement mis les officiers en état d'arrestation, mais il est plus que probable que, si Hunter avait tenté de le faire, il aurait seulement avancé la date de la rébellion du rhum qui a lieu finalement avec William Bligh. Des lettres anonymes sont même envoyées aux autorités britanniques accusant Hunter de participer aux graves abus contre lesquels il essaye de lutter. En dépit d'une véhémente défense de sa part contre les accusations portées contre lui, il est rappelé en Angleterre par une dépêche datée du 5 novembre 1799. Hunter la reçoit le 20 avril 1800 et repart pour l'Angleterre le 28 septembre 1800. Quand il arrive à Londres, il s'efforce de faire valoir sa défense devant les autorités, mais il n'en a pas la possibilité. Il est réduit à le faire dans un long article paru en 1802 : Remarques sur les causes de dépenses de l'établissement colonial de Nouvelle-Galles du Sud par le gouverneur Hunter qui reste un document précieux sur les débuts de l'histoire australienne. En 1804, Hunter reçoit le commandement du Vénérable, un bateau de 74 canons, qui, au mois de novembre suivant fut drossé vers la côte au cours d'un jour de brouillard et fut perdu. Hunter fut par la suite acquitté de toute faute.
Hunter était un homme courageux, humain et aimable et un bon officier, mais les circonstances qu'il a rencontrées lui ont rendu presque impossible d'avoir de bons résultats comme gouverneur. Comme son successeur, Philip Gidley King l'a dit, sa conduite était « guidée par les intentions les plus droites », et il avait été « plus que honteusement trompé par ceux dont il dépendait pour assistance, information et de conseils ». De son séjour en Nouvelle-Galles du Sud, Hunter déclara qu'il « ne pouvait pas avoir eu moins de confort et qu'il aurait certainement eu une plus grande tranquillité d'esprit s'il avait passé son temps dans un établissement pénitentiaire ». Il fit du bon travail dans l'exploration et la mise en valeur du pays près de Sydney et a également encouragé les explorations de Matthew Flinders et George Bass. Il continua de s'intéresser à l'Australie pendant de longues années après son départ et les réformes proposées dans sa brochure furent d'une grande valeur.
Hunter est promu contre-amiral le 2 octobre 1807, puis vice-amiral le 31 juillet 1810 mais n'exerce jamais ses fonctions.
John Hunter passa ses dernières années à Judd Street, New Road, Hackney, Londres, où il meurt le 13 mars 1821. On peut voir sa tombe dans le cimetière Saint-John à Hackney.

## Hommages et postérité
- La rivière Hunter et la vallée Hunter au nord de Sydney de même que la banlieue de Hunters Hill à Sydney, et (en partie) l'hôpital John Hunter de Newcastle portent son nom.
- La bière "Captain John Hunter" de la brasserie Platypus à Lyon